# 中国医学科学院血液病医院
中国医学科学院血液病医院，与中国医学科学院血液学研究所是一个机构两块牌子，位于天津市和平区南京路288号。1957年11月由中国血液学创始人邓家栋教授创建。1970年代曾迁往四川，1982年迁回天津，是中国唯一的血液病三级甲等专科医院。
目前，中国医学科学院血液病医院与南开大学签订联合办学协议，增加“南开大学医学院教学医院”名称。

## 历史沿革
1957年6月，由邓家栋、宋少章、肖星甫等教授参加组成输血及血液学研究所筹备委员会，于1957年11月在原十三军医学校基础上建立输血及血液学研究所，此后并入中国人民解放军259医院。
1965年，血液学研究所从血站抽调半数人员去成都建立中国医学科学院输血研究所。
1971年，文革期间，血研所及其附属医院迁至四川省简阳县，与输血所、实验医学研究所、放射医学研究所及生物医学工程研究所共同组成医科院分院。血研所附属医院改为中国医学科学院分院附属医院。
1978年，中国医学科学院血液研究所重新恢复建制。1982年，中国医学科学院血液研究所及附属医院迁回天津市和平区海光寺原址，一度改名为中国医学科学院海光医院。1987年，复名为中国医学科学院血液病医院，1990年恢复中国医科院输血及血液学研究所附属医院。